# Bucovina
Bucovina (în germană (Die) Bukowina/(Das) Buchenland, în poloneză Bukowina, i.e., Țara fagilor), devenită Ducatul Bucovinei în Imperiul Austriac (germană Herzogtum Bukowina/Buchenland respectiv Kronland Bukowina/Buchenland), este o regiune istorică ce cuprinde un teritoriu de 10.443 km² care acoperă zona adiacentă orașelor Cajvana, Câmpulung Moldovenesc, Gura Humorului, Frasin, Milișăuți, Rădăuți, Siret, Solca, Suceava, Vatra Dornei și Vicovu de Sus din România (i.e. majoritatea județului Suceava care constituie Bucovina de Sud), precum și Cernăuți, Cozmeni, Zastavna, Vășcăuți pe Ceremuș, Vijnița, Sadagura și Storojineț din Ucraina (i.e. majoritatea regiunii Cernăuți care constituie Bucovina de Nord). Regiunea se află la răscrucea dintre Europa de Est și Europa Centrală (cu precădere din punct de vedere istoric respectiv cultural în conceptul german Mitteleuropa, i.e. Europa de Mijloc) de asemenea.
Bucovina a căpătat o identitate culturală distinctă de restul regiunii istorice românești Moldova după ce zona a fost anexată de Monarhia Habsburgică în data de 7 mai,1775, cedată fiind acestuia din Principatul Moldovei de Imperiul Otoman în urma Convenției otomano–austriacă de la Constantinopol privind cedarea Bucovinei.

## Etimologie
Denumirea ca nume propriu a intrat oficial în uz în 1775, odată cu anexarea de către Imperiul Habsburgic. Alte nume folosite pentru o scurta perioadă au fost Arboroasa, Plonina sau Cordun.  Numele de "Bukowina" provine din cuvântul slav pentru fag („buk”) și a sufixelor slave "-ov" și "-ina", astfel termenul „Bucovina” se poate traduce prin „Țara fagilor”. Termenul bucovina ca nume comun, în sensul de pădure de fagi, apare prima dată într-un document emis de domnul Moldovei, Roman I Mușat, la 30 martie 1392, prin care dăruiește lui Ionaș Vitezul trei sate, aflate pe apa Siretului, „în sus până la bucovina cea mare, pe unde se arată drumul de la Dobrinăuți...”  Este de menționat un document timpuriu, tratatul încheiat între împăratul Sigismund și regele Poloniei Vladislav Iagello în care se consemnează: "Quod sylvae majores Bukovina dictae incipiendo ab Montibus seu ab Alpibus Regis Hungariae, inter candem Terram Moldaviae, et Terram Sepenycensem situtae, penes Sereth protendendes se ad aliam sylvam minorem Bukovina dictam, usque ad fluvium Pruth, debent per medium dividi seu dimidari.” Numirea are în vedere două păduri: Bucovina mare și Bucovina mică, care se întindeau în Țara de Sus a Moldovei.

## Istorie
Principatul Moldovei 1346-1774

 Imperiul Habsburgic 1774-1918

 România 1918-1940

 URSS (Uniunea Republicilor Sovietice Socialiste) (Nordul Bucovinei) 1940-1941

 România 1941-1944

 România (Sudul Bucovinei) 1944-prezent

 URSS (Uniunea Republicilor Sovietice Socialiste) (Nordul Bucovinei) 1944-1991

 Ucraina (Nordul Bucovinei) (Regiunea Cernăuți) 1991–prezent

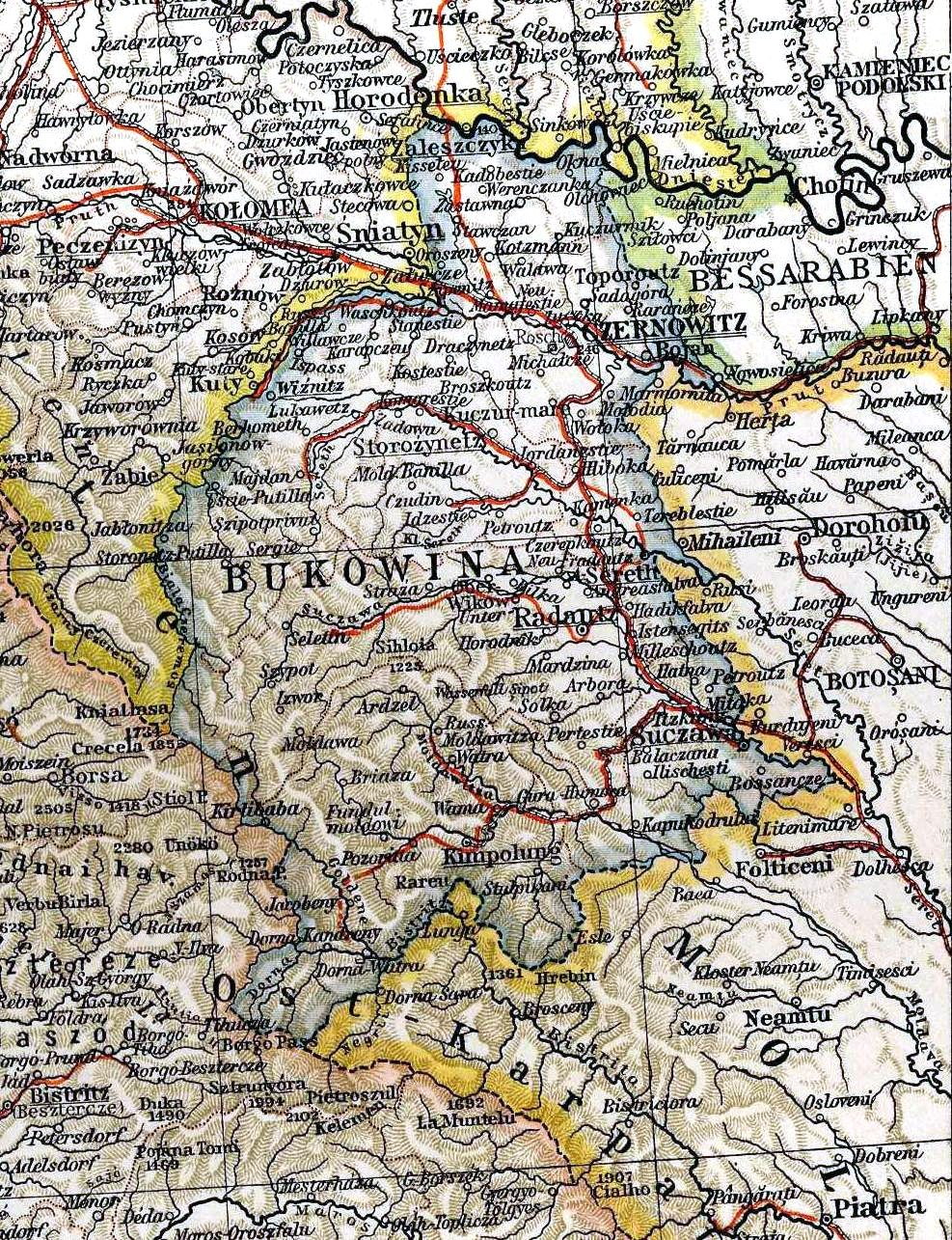
Harta Bucovinei din anul 1901

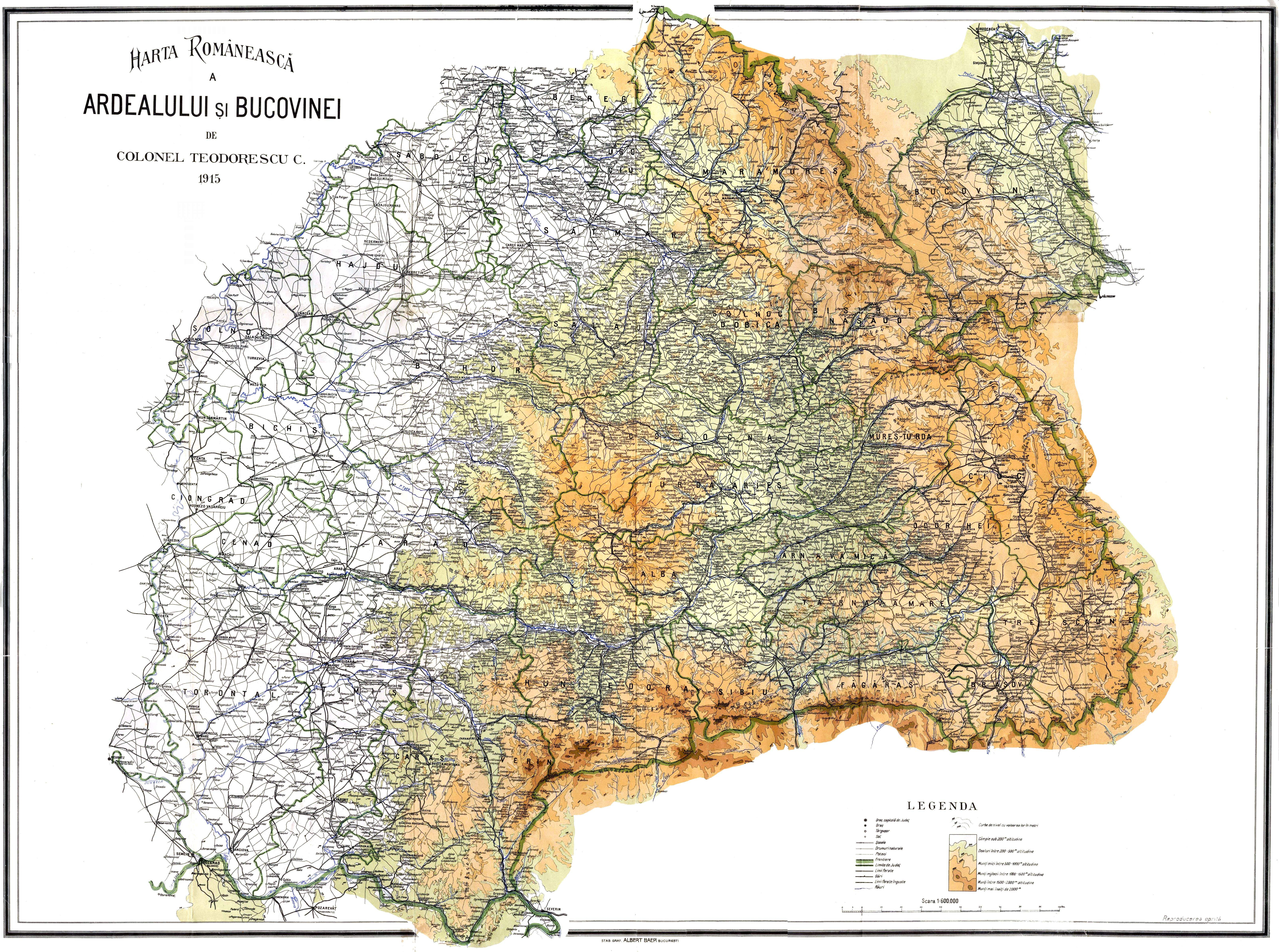
Harta regiunilor austro-ungare locuite de români

Teritoriul Bucovinei a făcut parte din Principatul Moldovei, iar conform istoriografiei ucrainene și din Rusia Kieveană și Cnezatul de Halici. Tot conform istoriografiei ucrainene și rusești, Bucovina este un "pământ slav antic". În 1775, 10.443 km² din partea de nord-vest a Moldovei sunt anexați de către Imperiul Habsburgic. În fapt, la 31 august 1774 trupele austriece intră în Țara de Sus a Moldovei și ocupă orașul Cernăuți, apoi orașele Siret și Suceava (2 septembrie), Capul Codrului (3 septembrie). Habsburgii ocupă întreg ținutul Cernăuți, raiaua Hotinului și 142 așezări din ținutul Sucevei. În monografia sa intitulată BUCOVINA, tipărită în 1876, P. S. Aurelian afirmă: „Austria și-a însușit din Moldavia peste 2 milioane pogoane cu 74.000 locuitori.” P. S. Aurelian relatează că după încorporarea în Imperiul Habsburgic „Populațiunea română [din Bucovina] spăimêntată la vederea acestorŭ ómeni adunați din tôte unghiurile Austriei începe a fugi. Sate întregi s'au pustiitŭ; locuitorii au trecut în Moldavia, în Basarabia și în Rusia pînă în apropiere de Odesa, numai să scape de apăsare și de prigonirea religiósă.”(P.S. Aurelian, op. cit. p.XIV).
Devine Ducatul Bucovinei în 1849, unindu-se ulterior cu România la 15/28 noiembrie 1918, pentru ca, pe 23 August 1940, urmare a Pactului Ribbentrop-Molotov, partea sa de nord împreună cu Basarabia și Ținutul Herța, să fie ocupate de U.R.S.S.. În 1991, după destrămarea U.R.S.S., nordul Bucovinei și Ținutul Herța devin parte a Ucrainei (regiunea Cernăuți).
Până în 1775 teritoriul actual al Bucovinei era o parte din Țara de Sus a Țării Moldovei, individualitatea regiunii conturând-se după includerea în Imperiul Habsburgic în 1775. Imperiul Austriac (Austro-Ungar din 1867) a stăpânit acest teritoriu (10.500 km2, cam a 60-a parte din suprafața imperiului) până în anul 1918, perioadă în care în Bucovina s-au petrecut numeroase mutații care au contribuit la schimbarea fizionomiei demografice, economice, politice, etnice și culturale a provinciei, conferindu-i un statut singular în comparație cu regiunile învecinate. În urma acestor transformări, Bucovina a devenit în conștiința opiniei publice cultivate o „Elveție” a estului Europei, capitala provinciei, Cernăuți, dobândind titlul deosebit de măgulitor de „mica Vienă”.
Odată cu debutul administrării habsburgice, denumirea de Bucovina este adoptată oficial. Totuși, numele nu se impune decât treptat, o vreme continuându-se și utilizarea în paralel a unor denumiri mai vechi: Țara de Sus/Țara Moldovei, Plonina, Cordon/Cordun și Arboroasa. (Acest ultim apelativ este reafirmat de un grup de studenți români de la Cernăuți (Ciprian Porumbescu, Zaharia Voronca, Constantin Morariu), care au înființat societatea cu același nume în 1875).
În timpul administrării habsburgice, toți birocrații erau obligați să învețe limba română. În 1793 s-a introdus învățământul obligatoriu în limbile germană și română, iar în 1875 s-a înființat Universitatea „Franz Josef” la Cernăuți. (Universitate germană cu denumirea K. K. Franz Josefs - Universität in Czernowitz). Primul rector al Universității din Cernăuți a fost numit românul Constantin Tomașciuc.
Recensământul din 1776 a reliefat faptul că în Bucovina, numărul de locuitori era de circa 70.000. Nu este știut cu exactitate procentul de români și alte etnii deoarece abia in 1880 recensămintele din Austro-Ungaria conțin informații despre limba vorbită  Arhivat în 2 februarie 2014, la Wayback Machine.. Unele estimări pentru anul 1776, dau 85,33% români, 10,66% slavi și 4% alții. Cert este că în urma politicii de colonizare a Curții de la Viena, în Bucovina s-au stabilit: ruteni, germani, maghiari, polonezi, lipoveni, armeni, evrei și români ardeleni, fapt ce a dus la modificări demografice. Istoriografia ucraineană consideră că românii ardeleni au fost primii români veniți în zonă, aceștia găsind deja în Bucovina populația ruteană. Totodată până în 1918, au fost realizate progrese în domeniul economic, social, cultural, s-au dezvoltat meșteșugurile, agricultura și industria, acțiune ce au avut o influență pozitivă asupra populației. Orientarea Bucovinei spre formele economice, de cultură și civilizație central-europene s-a înfăptuit mai cu seamă prin aportul germanilor și evreilor. Primele colonii germane din Bucovina (cele din Prelipcea și Sadagura) au luat ființă înaintea anexării Bucovinei la statul austriac (1770-1774). La Prelipcea (sat pe malul Nistrului) s-a așezat în 1760 un grup de germani protestanți, aici urmând să fie construită o fabrică de postav (Tuchfabrik). Acești coloniști au sosit din orașul Zaleszczyki (localitate pe malul stâng al Nistrului), unde deja funcționa o fabrică similară. Războiul ruso-turc din 1768-1774 a contribuit la întemeierea satului Sadagura. Comandamentul militar rus avea nevoie de o monetărie, pentru a putea plăti solda soldaților săi. În acest scop s-a făcut apel la serviciile lui Peter Freiherr von Gartenberg. Monetăria a fost înființată în toamana anului 1770, pe malul stâng al Prutului, pe o parte a teritoriului satului Rohozna și a moșiei Jucica în apropiere de târgul Cernăuți. Cea mai veche colonie germană din Bucovina este Iacobeni. Primii coloniști germani au sosit la Iacobeni în 1784. Coloniștii germani au fost în principal agricultori și meșteșugari. Datorită muncii lor asidue, Bucovina a cunoscut o însemnată dezvoltare economică, atingând aproape standardele de bunăstare și nivel de trai central-europene. Evreii au venit în Bucovina încă din timpul războiului ruso-turc, încheiat prin pacea de la Kuciuk Kainargi, ocupându-se în special cu meșteșugurile, arendășia și comerțul. După anul 1775 emigrarea lor în Bucovina din Galiția și Polonia s-a accentuat. În anul 1912 existau în Bucovina 9.322 de meseriași, dintre care 5.091 evrei și 10.312 negustori, dintre care 8.642 evrei. Datorită spiritului lor practic și intrepid, evreii vor ajunge până la sfârșitul secolului al XIX-lea să domine practic toate compartimentele vieții economice din Bucovina și să devină purtători zeloși ai culturii și civilizației germane pe aceste meleaguri. În Bucovina au mai fost colonizați în secolele XVIII-XIX poloni, armeni, unguri, slovaci, lipoveni, huțuli și ucraineni, ultimii meritând o mențiune specială. Emigrarea miilor de ucraineni din Galiția vecină, în secolele XVIII-XIX a avut motivații complexe. Aceste motivații erau economice (în Bucovina se prestau 12 zile de clacă pe an, față de 80-100 zile în Galiția), militare (coloniștii și imigranții sosiți în Bucovina erau degrevați de serviciul militar pe toată durata vieții lor) și religioase (fiind în majoritatea lor ortodocși, ucrainenii treceau într-o regiune tradițional ortodoxă). Nobilii bucovineni au stimulat și au înlesnit așezarea pe moșiile lor a brațelor de muncă ieftine și nepretențioase.Evreii au venit în Bucovina încă din timpul războiului ruso-turc, încheiat prin pacea de la Kuciuk Kainargi, ocupându-se în special cu meșteșugurile, arendășia și comerțul.  
Maghiarii. Când Bucovina a fost ocupată de trupe austriece nici un recensământ nu a consemnat prezența maghiarilor în acest teritoriu. Primii coloniști maghiari, în total circa 100 de familii au sosit în anul 1777, în frunte cu misionarul Mauritius Martonfy din Moldova. Primele colonii maghiare erau în satul Iacobești, care a devenit cu denumirea maghiară Fogod-Isten. A doua colonie a fost în satul Țibeni, care a fost numit Isten-Segits. A treia colonie maghiară în Bucovina a fost întemeiată după propunerea guvernatorului militar generalul Enzenberg, pe teritoriul moșiei satului Dornești, Suceava și i s-a dat denumirea Hadikfalva, ceea ce înseamnă satul lui Hadik (satul purta numele contelui Hadik).
Ca și în întreg Imperiul Austriac, viața politică bucovineană s-a bazat pe acel deosebit de dificil de realizat în practică „Ausgleich” (compromis) dintre diversele etnii componente ale imperiului. De aceea, Bucovina a constituit o adevărată oază de viață politică civilizată în comparație cu regiunile înconjurătoare. Atât în perioada administrației austriece, cât și în cea românească, grupurile etnice din Bucovina s-au manifestat fie în cadrul unor societăți național-culturale, fie în cel al unor formațiuni politice structurate pe criterii supranaționale sau intraetnice.
Potrivit opiniei cvasigeneralizate a cercetătorilor, Bucovina din perioada administrației austriece (1774-1918) a constituit un strălucit exemplu de colaborare interetnică. După cel de-al doilea război mondial a fost relansată celebra expresie „homo bucovinensis", prototip al individului tolerant, ce vorbește cel puțin două limbi și este adeptul unui model de conviețuire pașnică interetnică (conceptul "homo bucovinensis" este atribuit  istoricului Ion Nistor).  Demn de remarcat este faptul că în Bucovina istorică au trăit de-a lungul timpului 11 etnii ce au practicat 9 credințe religioase. Conform opiniei lui Emmanuel Turczynski, un cunoscut istoric german expert în problemele Bucovinei, în provincie a existat un „consens ideologic” bazat pe „larg diseminata identificare a bucovinenilor cu trăsăturile regiunii, cu un sistem legal bine stabilit, toleranță și progres socio-cultural, unde loialitatea către aceste valori nu însemna neloialitate față de propria comunitate etnică sau religioasă”. Colaborarea interetnică din Bucovina a fost comparată de către specialiști cu situațiile din Tirol și Cipru, „modelul” bucovinean demonstrându-și superioritatea.
Din punct de vedere cultural, Bucovina este și în prezent considerată un exemplu demn de urmat pentru Europa, orașul Cernăuți fiind numit în 1997 de către Zbigniew Herbert, cu o expresie ce a făcut vogă, „ultima Alexandrie a Europei”. Cernăuți a fost orașul în care, inclusiv în vremea administrației românești din perioada interbelică, a fost cultivată cultura germană, evreiască (în limba germană sau idiș), română, polonă sau ucraineană.
Conform recensământului din 1910, populația Bucovinei era 800.198 locuitori, dintre care 38,88% ruteni, 34,38% români, 21,24% germani (inclusiv 12,86% evrei), 4,55% polonezi, 1,31% maghiari, 0,12% alții. 
În 1918 a devenit una din regiunile dezvoltate ale Regatului Român și totodată regiunea cu cea mai mare populație urbană , respectiv 28,6%.
| Anul | Români  |        | Ucraineni |        | Alții   |       |
| ---- | ------- | ------ | --------- | ------ | ------- | ----- |
| 1774 | 59.731  | 85,33% | 7.462     | 10,66% | 2.800   | 4%    |
| 1848 | 209.293 | 55,4%  | 108.907   | 28,8%  | 59.381  | 15.8% |
| 1851 | 184.718 | 48,5%  | 144.982   | 38,1%  | 51.126  | 13,4% |
| 1880 | 190.005 | 33,4%  | 239.960   | 42,2%  | 138.758 | 24,4% |
| 1890 | 208.301 | 32,4%  | 268.367   | 41,8%  | 165.827 | 25,8% |
| 1900 | 229.018 | 31,4%  | 297,798   | 40,8%  | 203.379 | 27,8% |
| 1910 | 273.254 | 34,1%  | 305.101   | 38,4%  | 216.574 | 27,2% |

În 1940, nordul regiunii, împreună cu cel mai important oraș- Cernăuți, a fost anexat de URSS, deși acest fapt nu era prevăzut în pactul Ribentropp-Molotov. Tot atunci au loc acțiuni ce vor duce la modificarea configurației regiunii. Populația germană este strămutată în Germania în cadrul unei acțiuni organizate de Al Treilea Reich sub denumirea de Umsiedlung (strămutare), iar românii din nordul Bucovinei sunt deportați în Siberia. În 1941, România redobândește nordul Bucovinei. Populația maghiară este strămutată în Ungaria, iar evreii sunt deportați în Transnistria. În 1944, aproape toată regiunea este ocupată de URSS. Nordul Bucovinei a fost reintegrat URSS-ului, iar sudul s-a aflat sub ocupație. Autoritățile sovietice au obligat evacuarea românilor din sudul Bucovinei în zone din Vechiul Regat al României (județele Botoșani și Dorohoi). Populația a fost lăsată să se întoarcă în Bucovina după 23 august 1944. La sfârșitul celui de Al Doilea Război Mondial, nordul Bucovinei a rămas în componența URSS-ului, iar sudul în România.
În prezent nordul Bucovinei este inclus în regiunea Cernăuți (alături de Ținutul Herța și Nordul Basarabiei) a Ucrainei, iar sudul este inclus în județul Suceava (alături de părți din județele Neamț, Baia, Botoșani și Dorohoi ale Vechiului Regat al României; 3 localități din Bucovina istorică fiind incluse în județul Botoșani) al României.

### Statutul de autonomie în imperiu
Din punct de vedere politic, până în 1848, bucovinenii aveau doar 8 deputați români din partea lor, în parlamentul imperial de la Viena; aceștia aveau drepturi egale cu ceilalți parlamentari, participau la dezbateri, iar cuvântările altor parlamentari le erau traduse în limba română. La 13 februarie 1848, înaintând un memorandum conducerii imperiale vieneze, o delegație a bucovinenilor cere mai multă autonomie în cadrul unirii sub coroana Austriei și crearea unui ducat românesc, iar „împăratul austriac să poată purta și titlul de mare duce al românilor”, ca o recunoaștere a românității Bucovinei. Astfel, la 4 martie 1849, ei obțin un statut de autonomie a Bucovinei în Imperiul Austriac, iar la titlurile imperiale ale împăratului Franz Josef se adăugă și acela de Mare Duce al Bucovinei. La 4 martie 1849 împăratul Franz Josef I a promulgat Constituția adoptată în acel an, în care Bucovina era nominalizată printre „țările Coroanei austriece” cu statut de Ducat. Prin decretul imperial din 13 martie 1849, autoritățile din Galiția și Bucovina au fost înștiințate că potrivit Constituției din 4 martie 1849 „ducatul Bucovinei formează o țară de Coroană autonomă” (Kronland în l. germană). Astfel a fost realizată principala revendicare a locuitorilor Bucovinei din timpul revoluției de la 1848, de separare a Bucovinei de Galiția.

#### Revoluția din 1848 în Bucovina
Istoricul Florin Constantiniu constată că „Revoluția din 1848 a atins Bucovina în două puncte. Mai întâi, în cadrul creat de seismul revoluționar la Cernăuți a avut loc o Mare Adunare Națională a românilor, care a redactat un memoriu în 12 puncte, pentru a fi prezentat împăratului...În al doilea rând, Bucovina a devenit un teritoriu de refugiu și de consultări pentru revoluționarii pașoptiști din Moldova, și respectiv Transilvania.
La 22 martie 1848 a avut loc prima adunare populară la care au participat orășeni, nobili, intelectuali, preoți de la țară.  Adunarea a hotărât formarea unui comitet de acțiune în frunte cu Eudoxiu Hurmuzachi, din care mai făceau parte episcopul Bucovinei Eugenie Hacman, nobilii I. Vasilco, Iacob Miculi, armeanul Cr. Petrovici, profesorii de teologie C. Popovici și N. Hacman, directorul gimnaziului german Anton Kral și negustorul Zoltin. Acest comitet urma să elaboreze un program de revendicări pentru întreaga populație. Alexandru Hurmuzachi și Gheorghe Hurmuzachi l-au împuternicit în aprilie 1848 pe moldoveanul Alecu Russo care era în drum spre Viena să propună împăratului Ferdinand I unirea tuturor teritoriilor românești din interiorul și din afara granițelor Imperiului habsburgic într-un stat daco-românesc, sub sceptrul unui principe din Casa de Habsburg.
La 8/20 mai 1848 a avut loc o mare adunare a bucovinenilor. Adunarea l-a ales ca președinte pe Eudoxiu Hurmuzachi. Revendicările populației Bucovinei au fost formulate la începutul lunii iunie într-un program alcătuit din 12 puncte, sub denumirea de Petiția Țării Printre cele 12 puncte revendicative, Petiția Țării conținea: 1) separarea Bucovinei de Galiția și constituirea ei în țară de coroană autonomă; 2) conservarea naționalității române și crearea de școli naționale; 3) organizarea administrației țării pe baza autonomiei provinciale...
Vasile Alecsandri a fost susținut financiar de familia Hurmuzachi să tipărească în Cernăuți poemul manifest Deșteptarea României, iar Mihail Kogălniceanu a publicat la tipografia lui Rudolf Eckhardt manifestul Dorințele partidei naționale.
Este creată Dieta ducatului Bucovinei, care se întrunește pentru prima oară la 6 aprilie 1861, la Cernăuți. În cadrul acestei instituții erau reprezentate toate minoritățile, iar românii dețineau majoritatea. Primul președinte al dietei a fost episcopul Eugenie Hacman, iar după demisia sa din februarie 1862, în acest post a ajuns istoricul Eudoxiu Hurmuzachi, care devine astfel mareșal al Bucovinei. Dezbaterile din Dietă se duceau în limba germană. Numirea lui Eudoxiu Hurmuzachi în această funcție înaltă se explica prin faptul că făcea parte din Partidul Centrist German din Austria. El a dezvoltat o rivalitate cu Baronul Alexandru Petrino, liderul federaliștilor bucovineni.
Prin rezoluția imperială din 26 august 1861, Bucovina primește dreptul de a avea drapel propriu (culorile erau albastru și roșu, dispuse orizontal, având la mijloc stema Bucovinei), stemă (reprezentând capul de bour, încadrat de 3 stele), precum și toate drepturile adiacente statutului de Ducat al Imperiului Austriac.

## Evoluția după cel de-Al Doilea Război Mondial

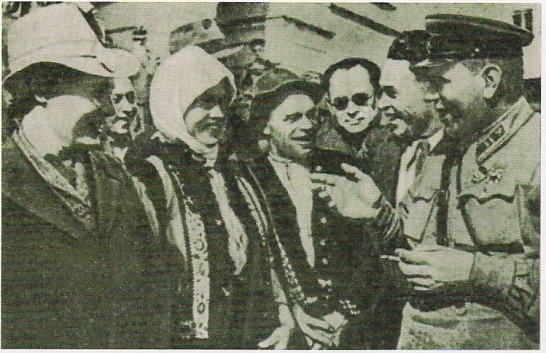
Soldații sovietici în Bucovina de Nord, 1940

La finalul celui de-al Doilea Război Mondial, în timpul negocierilor pentru pace, politicianul sovietic moldovean Nikita Salogor a propus reunirea teritoriilor care au aparținut Principatului Moldovei, în Moldova Mare.

## Confesiuni
La începutul stăpânirii austriece Bucovina era o provincie cu o populație dominantă de religie ortodoxă. Nu numai românii majoritari dar și celelalte minorități naționale cum erau ucrainenii (rutenii și huțulii), țiganii sedentari și nomazi, comunitatea armeană din Suceava aparțineau acestei confesiuni. Numai câteva familii de germani de la Sadagura și Prelipcea și unele familii poloneze răzlețe erau de confesiune catolică sau protestantă. Pe lângă ortodocși, principala confesiune minoritară o contituiau mozaicii (comunități de cult evreiești) care erau concentrați la Cernăuți, Suceava, Vijnița și, răzleț, în satele din nordul provinciei și constituiau în anul 1774 circa 3-3,5 %.
Imediat după anexarea Bucovinei au sosit în Bucovina diferiți funcționari, militari și civili, meșteșugari, comercianți, care în marea lor majoritate erau de religie catolică, modificând astfel structura confesională a populației. In anul 1816 din cei 200.000 locuitori ai Bucovinei, ortodocșii constituiau încă aproape 90% din populație, dar catolicii care cu patru decenii în urmă practic nu existau pe acest teritoriu, deja constituiau 5,12 % din total. În anul 1880, din populația de 571671 locuitori ai Bucovinei, ortodocșii mai constituiau 70,7%, în timp ce 11,8 % erau mozaici, 11,8% romano-catolici, 3,1 % greco-catolici și 2,3 % luterani.
Ortodocșii. Biserica ortodoxă se afla la începutul stăpânirii austriece în posesia a 267 proprietăți sau peste jumătate din suprafața Bucovinei. Episcopul de Rădăuți își excita autoritatea asupra clerului bisericesc, iar clerul monahal din mănăstiri și schituri se subordona ierarhic mitropolitului de la Iași.
La 12 februarie 1782 a fost înființată la Cernăuți noua episcopie a Bucovinei, cu dependența ierarhică de mitropolia ortodoxă sârbă de la Karlowitz (sau Carloviț), azi Sremski-Karlovți, cu sediul în Voievodina sârbească, rupându-se astfel legăturile canonice dintre Episcopia de Rădăuți și Mitropolia Moldovei din Iași. Din averile mănăstirești în anul 1783 a fost creat Fondul Bisericesc greco-oriental al Bucovinei (organizat definitiv în 1786) care avea menirea de a întreține biserica și școala.
La 29 aprilie 1786 a fost adoptat „Regulamentul de administrare bisericească” prin care s-a stabilit ordinea de numire a episcopului, s-a reglementat activitatea protopopiatelor și egumenatelor. Ortodoxia a fost recunoscută oficial de statul austriac. Tot atunci, limba română a fost declarată limbă oficială a eparhiei Bucovinei, precum și a serviciului divin. Potrivit Regulamentului de administrare, eparhia Bucovinei era împărțită în 6 decanate (aici, decanat = colegiu de preoți sau instituție religioasă) – Cernăuți, Berhomet, Ceremuș, Nistru, Vicov și Suceava – și două vicariate – Câmpulung Rusesc, Câmpulung Moldovenesc. Primul episcop al Bucovinei a fost Dosoftei Herescu (1710-1789).
Romano-catolicii. După alipirea Bucovinei la Galiția s-a hotărât înființarea unui decanat catolic cu sediul la Cernăuți, care să aparțină ierarhic de eparhia din Lemberg. Până în anul 1811, Cernăuțiul a fost unica parohie romano-catolică oficială din Bucovina; în acel an au devenit parohii alte 5 capelanate (de la capelan) locale: Suceava, Siret, Sadagura, Andreasfalva și Isten-Segits. Tot în 1811 au fost înființate capelanate locale la Iacobeni, Coțmani, Crasna (Huta Veche), Louisenthal, Vijnița și Zastavna. Pentru coloniile germane Fürstenthal și Karlsberg (azi Gura Putnei, Suceava) a fost înființată o parohie catolică la Vicovu de Jos. Prima biserică catolică din Bucovina a fost construită în anii 1809 - 1811 la Gura Humorului. La sfârșitul stăpânirii austriece, din cei circa 800.000 de locuitori ai Bucovinei circa 100.000 erau de religie romano-catolică 
Mozaicii. Primii evrei s-au stabilit în orașele din nordul Moldovei încă pe timpul domnitorilor Alexandru cel Bun și Ștefan cel Mare. Majoritatea evreilor erau negustori. Pe teritoriul viitoarei Bucovine existau două comunități evreiești, la Suceava și Siret, recunoscute oficial de stat. În secolul al XVIII-lea a fost înființată a treia comunitate, în ținutul Cernăuți, iar la începutul stăpânirii austriece se menționează cinci centre evreiești în zonă: Cernăuți, Suceava, Siret, Sadagura și Vijnița. În Bucovina au fost recunoscute oficial comunitățile de cult evreiești din Cernăuți, Siret și Suceava, de care depindeau filialele din Sadagura, Vijnița și Câmpulung. Primul rabin al comunității evreiești din Cernăuți a fost Chaim Tirer (între 1789-1807), care totodată a fost și primul rabin principal al Bucovinei. După 1807, Chaim Tirer a plecat în Palestina, iar abia în 1833, Isaac Samson a fost numit în fruntea comunității din Cernăuți, ocupând această funcție până în anul 1870. În anul 1857 consiliul comunității evreiești din Cernăuți a hotărât ridicarea unui templu evreiesc în centrul orașului. Templul, construit în stil maur, cu o cupolă a fost inaugurat în 1877.
La sfârșitul stăpânirii austriece, Cernăuțiul devenise un important centru al evreilor din Austria. În anul 1908 a fost finisat Centrul național evreiesc. În 1911 Dieta Bucovinei a hotărât acordarea unui statut național și pentru evreii din această provincie. În anul 1905, Eduard Reiss a devenit primul primar evreu ales al Cernăuțiului, urmat de Salo Weisselberger în 1913. In ajunul primului război mondial, comunitatea evreiască din Cernăuți era a treia ca mărime după cele din Viena și Lemberg.

## Sistemul de învățământ
Învățământul primar. După înființarea Episcopiei Bucovinei în 1782 și crearea Fondului Bisericesc în 1783, a fost adoptat în anul 1786 Regulamentul școlar pentru Bucovina care prevedea introducerea învățământului obligatoriu și crearea următoarelor tipuri de școli: 1) școli triviale cu durata studiilor de trei ani, destinate în special copiilor de la sate; 2) școli principale sau de căpetenie cu durata studiilor de doi și patru ani, destinate mai ales fiilor cu părinți înstăriți; 3) școli normale care pregăteau cadre pentru administrație și învățători pentru școlile triviale; 4) școala clericală de la Suceava, transferată în 1789 la Cernăuți și declarată seminar teologic.
În 1804 a fost adoptată o nouă lege școlară care în privința Bucovinei stipula că întreținerea școlilor triviale, normale și a celorlalte urma să se facă în continuare din veniturile Fondului Bisericesc, dar și cu susținerea proprietarilor de pământ și a comunelor respective. La Cernăuți, Siret și Suceava au fost înființate școli de fete.
În anul 1815 Curtea de la Viena a hotărât scoaterea școlilor primare din Bucovina de sub supravegherea Consistoriului ortodox din Bucovina și trecerea lor în subordinea Consistoriului romano-catolic din Lemberg. Din acest an începe nu numai germanizarea dar și polonizarea și catolicizarea învățământului primar din Bucovina. Consistoriul catolic din Lemberg a introdus în școlile triviale și obligativitatea studierii în limba polonă.
Sub presiunea evenimentelor revoluționare din anul 1848, Guberniul (gubernie= guvern) de la Lemberg a emis în martie 1849 o ordonanță care prevedea introducerea limbii române ca obiect obligatoriu în toate școlile din Cernăuți. Iar la 23 februarie 1850 este dată o circulară imperială, care prevedea trecerea întregului sistem de învățământ din Bucovina în subordinea guvernatorului Bucovinei și a Consistoriului ortodox din Cernăuți.
În anul 1869 a intrat în vigoare o nouă lege a învățământului pentru țările de coroană ale Austriei. Legea prevedea obligativitatea învățământului primar pentru copiii între 7 și 13 ani, scotea școala de sub controlul Bisericii și o supunea controlului Statului. Tot în anul 1869 s-a introdus alfabetul latin în locul alfabetului chirilic pentru limba română în Bucovina. La 1 octombrie 1870 a fost deschisă la Cernăuți o instituție de instruire a viitorilor învățători (Pedagogiu), iar peste doi ani - o instituție similară pentru viitoarele învățătoare. Cadrele de conducere din școli erau în majoritate germani și urmăreau germanizarea populației. Școlile care funcționau în Bucovina, indiferent dacă erau de stat sau particulare, erau accesibile tuturor elevilor, fără deosebire de origine etnică, socială sau confesională.
Românii din Bucovina, prin intermediul deputaților din Dietă, al diferitelor societăți culturale, au susținut învățământul primar românesc, în special în partea nordică a provinciei, unde constituiau o minoritate. O amplă activitate culturală și de conservare a valorilor identitare ale românilor din Bucovina (limba, cultura, credința, obiceiurile) a promovat Societatea pentru Cultura și Literatura Română în Bucovina, înființată în 1862, cu ajutorul boierilor și al preoților ortodocși. Învățătorii vor constitui un nucleu deosebit de activ în cadrul Societății. S-a remarcat și societatea Școala Română, care își propunea să-i susțină pe copii români talentați. În anul 1900 a luat ființă Societatea mazililor și răzeșilor bucovineni, care a dus o luptă activă pentru redeșteptarea națională a românilor din satele răzeșești ucrainizate din partea nordică a Bucovinei.
Învățământul secundar funcționa într-o serie de licee și gimnazii din Cernăuți, Suceava, Rădăuți, cu limba de predare germană. Religia ortodoxă și limba română, inițial, s-au predat facultativ și numai pentru elevii ortodocși români.
În ședința Comisiei imperiale pentru învățământ (Studienhofkommission) din 1-2 octombrie 1808 s-a decis înființarea la Cernăuți a unui gimnaziu cu 5 clase. La 16 decembrie 1808 își începe activitatea la Cernăuți primul gimnaziu de băieți din Bucovina, fiind format dintr-o clasă cu 24 elevi. În 1812 acest gimnaziu cuprindea 3 clase gramaticale și o clasă umanitară. În anul de învățământ 1814/1815 s-a înființat în cadrul gimnaziului și un curs de filosofie. În fruntea corpului didactic se afla un „prefect gimnazial”. După revoluția din anul 1848, gimnaziul a fost transformat într-o instituție de 8 clase, iar pentru absolvenți a fost introdus un examen de maturitate. În timpul revoluției, românii din Bucovina au obținut acceptul Ministerului Învățământului pentru a se înființa la gimnaziul german din Cernăuți o catedră de limba și literatura română, la care primul profesor a fost numit în 1849 Aron Pumnul. La începutul secolului al XX-lea din acest gimnaziu s-au desprins mai întâi ca filiale, apoi ca instituții separate un gimnaziu germano-rutean și un gimnaziu germano-român. La 17 septembrie 1860 s-a inaugurat la Suceava un nou gimnaziu. De asemenea, autoritățile austriece au aprobat înființarea în 1872 a unui gimnaziu german la Rădăuți și a unei școli reale în 1873 la Siret.
În 1870 s-a decis înființarea Școlii normale (de învățători) - Pedagogiu, la care limba germană era limba de predare, iar limbile română și ucraineană erau predate la ore speciale; în anul școlar 1872/1873 s-a înființat și Școala normală de învățătoare cu germana ca limbă de predare. Este de menționat că în Imperiul habsburgic exista instruire separată pentru băieți și fete: școlile secundare pentru băieți erau gimnazii, iar pentru fete erau denumite licee.
În anul 1875 activau în Bucovina un Institut de Teologie, 3 gimnazii de băieți (la Cernăuți, Suceava și Rădăuți), două școli reale (la Cernăuți și Siret), o școală superioară de meserii cu două secțiuni: de construcții și de chimie industrială, o școală pentru agricultură și silvicultură (din 1871), în afară de Pedagogiile de băieți și fete. Învățământul gimnazial s-a dezvoltat semnificativ la începutul secolului al XX-lea, când s-au înființat gimnazii la Coțmani, Gura Humorului, Storojineț.
Din anul de învățământ 1906/1907 a activat la Școala Normală din Cernăuți profesorul George Tofan, care a fost un mare activist pentru apărarea românismului în Bucovina. El a înființat Asociația Corpului Didactic Român din Bucovina, iar în 1914 a organizat primul congres al învățătorilor la Suceava.
Învățământul universitar. Parlamentul austriac a hotărât la 20 martie 1875 înființarea unei Universități germane (cu limba germană de instruire) în Cernăuți. Inaugurarea festivă a Universității germane la Cernăuți a avut loc în ziua de 4 octombrie 1875. În perioada 1875-1918 Universitatea din Cernăuți a funcționat cu trei facultăți: Teologie, Drept și Filosofie. Facultatea de Teologie ortodoxă era singura de acest fel din Monarhia Austro-Ungară. La această facultate și-au făcut studiile nu numai ortodocșii români și ucraineni din Bucovina, dar și mulți ortodocși din România, Transilvania, și chiar din Bulgaria și Serbia, Bosnia și Dalmația.
La Facultatea de Filosofie a funcționat o Catedră de limba și literatura română, al cărei titular până în 1906 a fost Ion Gh. Sbiera, iar din 1906 acest post a fost ocupat de profesorul ardelean Sextil Pușcariu. Încă din anul 1904, Universitatea din Cernăuți a început să organizeze cursuri populare universitare la Rădăuți, Siret și Suceava.

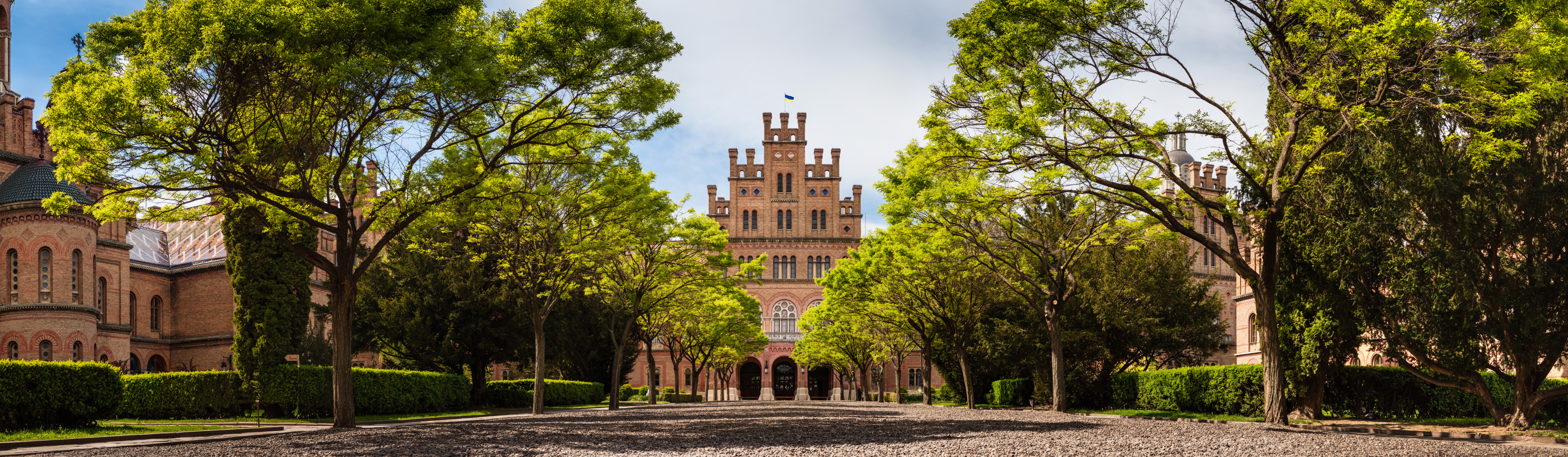
Universitatea din Cernăuți

## Organizarea administrativă a ducatului

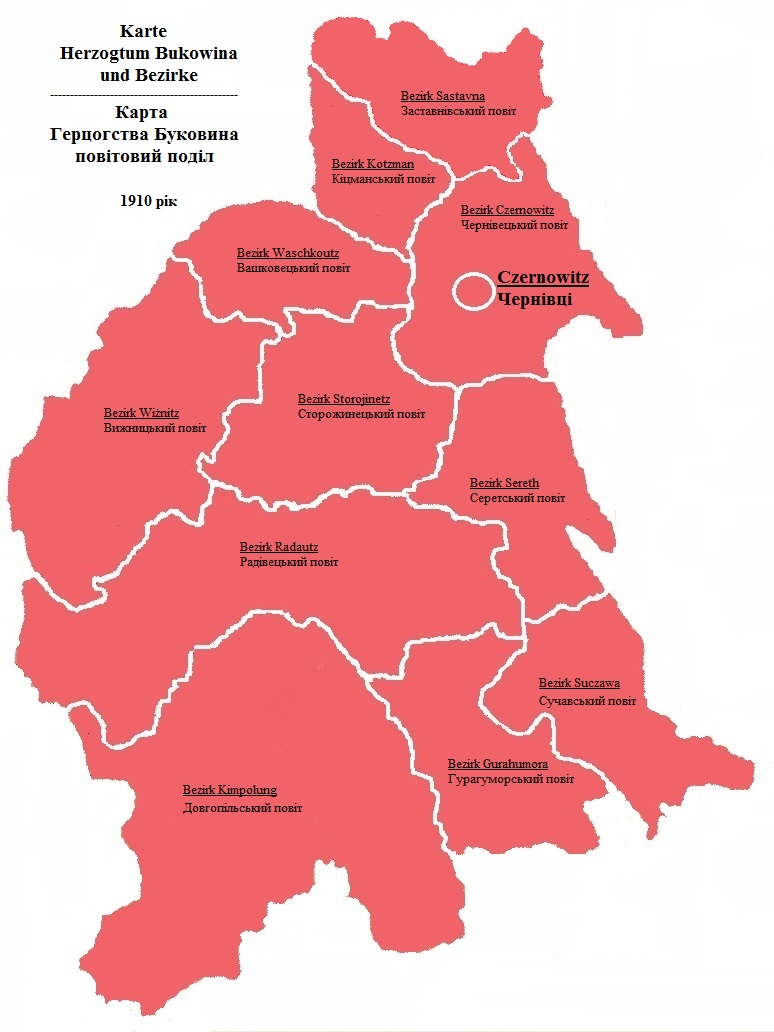
Organizarea administrativă în 1910

Ducatul Bucovinei era format din Reședința (Hauptstadt) Czernowitz (Cernăuți - în română, Czerniwci - în ruteană) și din 11 bezirkuri (județe/districte)
- Bezirk Czernowitz (Cernăuți - în română, Czerniwci - în ruteană)
- Bezirk Gurahumora (Gura Humorului - în română, Gurahumora - în ruteană)
- Bezirk Kimpolung (Câmpulung - în română, Kimpolung - în ruteană)
- Bezirk Kotzman (Coțmani - în română, Kicmań - în ruteană)
- Bezirk Radautz (Rădăuți - în română, Radiwci - în ruteană)
- Bezirk Sereth (Siret - în română, Seret - în ruteană)
- Bezirk Storozynetz (Storojineț - în română, Storożynec-în ruteană)
- Bezirk Suczawa (Suceava - în română, Suczawa - în germană)
- Bezirk Waschkoutz am Czeremosch (Vășcăuți pe Ceremuș - în română, Waszkiwci nad Czeremoszem-în ruteană)
- Bezirk Wiznitz (Vijnița - în română, Wyżnycia-în ruteană)
- Bezirk Zastawna (Zastavna-în română, Zastawna-în ruteană)

În perioada 1774-1918, cât Bucovina s-a aflat în componența Monarhiei Habsburgice, localitățile bucovinene au purtat oficial și denumiri în limba germană.

## Unirea Bucovinei cu România

Bucovina divizată în iunie 1940

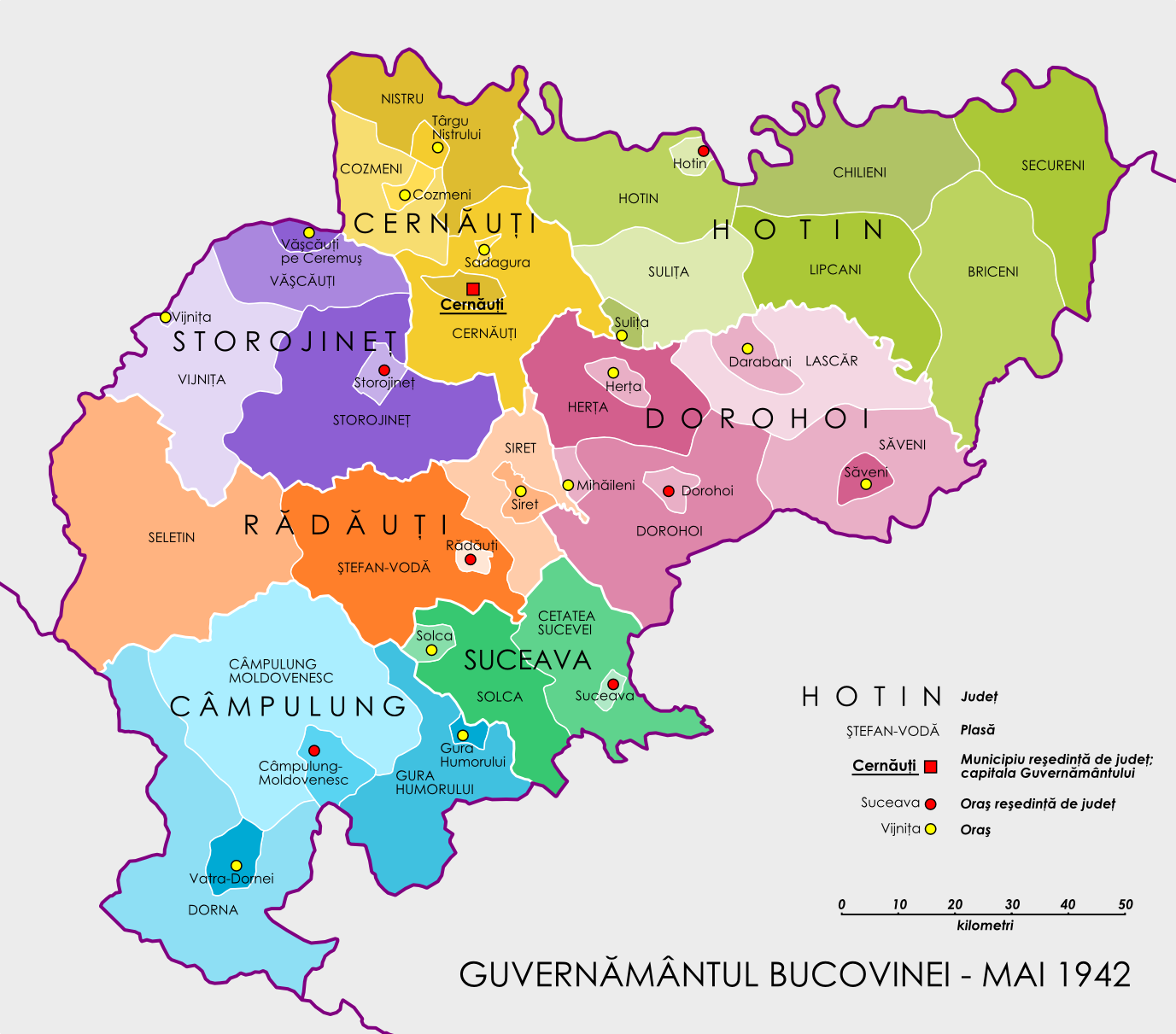
Harta administrativă a Guvernământului Bucovinei în mai 1942.

După prăbușirea monarhiei austro-ungare respectiv dezmembrarea imperiului în state naționale, Consiliul Național al Bucovinei (C.N.B.), întrunit la 28 noiembrie 1918, a hotărât în majoritate Unirea cu România. Voturile majoritare au venit din partea românilor, germanilor, evreilor și polonezilor, iar cele împotrivă doar din partea minorității ucrainene. Ca urmare a hotărârii „C.N.B.”, trupele române au intrat în teritoriu, sub comanda generalului Iacob Zadik, consfințind actul și zădărnicind manevrele militare ale Republicii Populare a Ucrainei Occidentale. Unirea Bucovinei cu România este recunoscută oficial, în 1919, prin tratatul de pace de la Saint-Germain-en-Laye încheiat cu Austria la data de 10 septembrie 1919.
În iunie 1940, ca o urmare a Pactului expansionist germano-sovietic Ribbentrop-Molotov Nordul Bucovinei este ocupat de Uniunea Sovietică. La 23 iunie 1940, Molotov a informat Berlinul despre voința URSS de a pune stăpânire pe Basarabia și pe întreaga Bucovină. Germania a protestat, reamintind că Bucovina n-a fost niciodată nici rusă nici ucraineană, ci austriacă de la 1775 până la 1918...că ucrainenii nu erau majoritari. Molotov s-a repliat, mulțumindu-se cu Nordul Bucovinei, pentru a controla calea ferată Chișinău-Cernăuți-Lvov. Imediat după aceasta, în această perioadă, au fost masacrați 3000 de civili români care se retrăgeau pașnic spre România, la Fântâna Albă. Autorii masacrului sunt ofițeri din trupele NKVD. Rusia nu a recunoscut încă acest masacru. În 1941, forțele române, aliate la Axă, recuceresc Nordul Bucovinei.
După eliberarea de sub ruso-sovietici a Basarabiei și Nordului Bucovinei, provinciile recuperate nu au fost imediat alipite statului român, ci au funcționat ca regiuni conexe, conduse de câte un guvernator. În guvernământul Bucovinei au intrat cele 5 județe din Bucovina (Câmpulung, Suceava, Rădăuți, Storojineț și Cernăuți), județul Hotin din nordul Basarabiei, iar din octombrie 1941 și judetul Dorohoi. Guvernamântul Bucovinei a avut trei guvernatori: locotenent-colonelul Alexandru Rioșanu, mort în urma unei operații nereușite la 30 august 1941, generalul Corneliu Calotescu, unul dintre responsabilii deportărilor din 1941 și 1942, și generalul C. I. Dragalina, care a devenit guvernator în 1943. Basarabia a fost pusă sub administrația generalului Constantin Voiculescu..
În anul 1944, nordul Bucovinei este reocupat însă de Armata Roșie, rămânând până astăzi în componența Ucrainei. Legătura dintre nordul Bucovinei, acum ucrainean, și sudul său, rămas în componența României, se pierde treptat, din pricina reorientării demografice prin infuzia populației slavofone și scăderea populației românești, rămasă doar în câteva zone compacte. 
Parlamentul României a adoptat Legea nr.250/2015, prin care, ziua de 28 noiembrie este declarată Ziua Bucovinei. Prin acest act este comemorată ziua de 28 noiembrie 1918, zi în care a fost proclamată alipirea Bucovinei la România. 

## Regiuni administrative actuale
- România

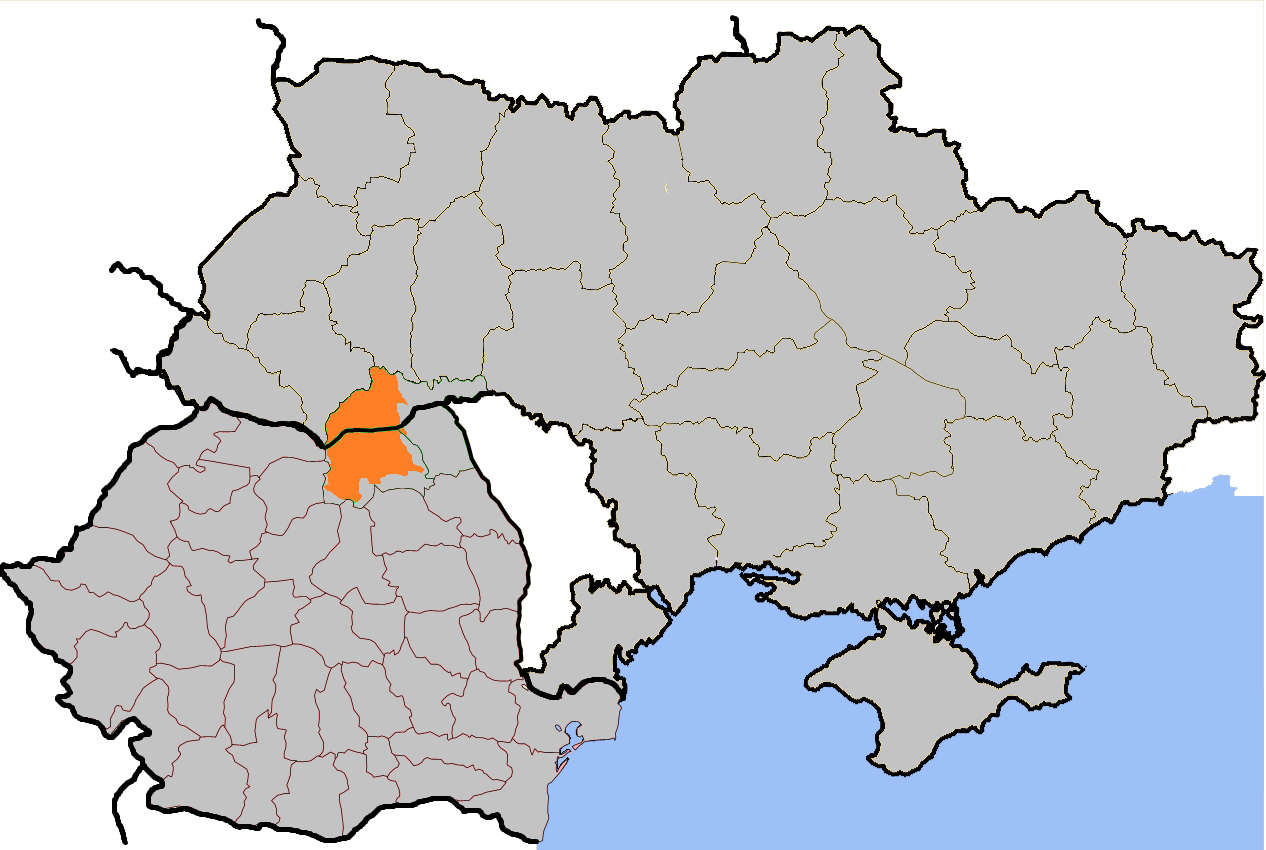
Bucovina suprapusă pe granițele actuale ale României și Ucrainei

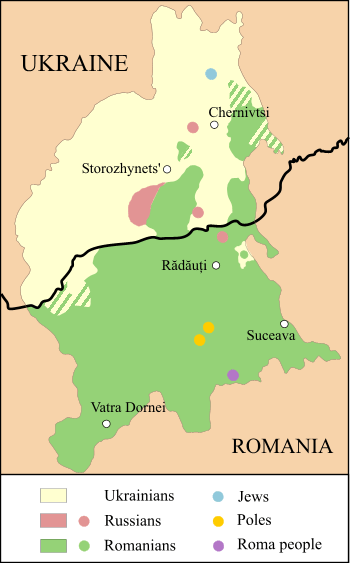
Harta etnică a Bucovinei 2002

  - Județul Suceava (exceptând orașele Fălticeni, Broșteni, Dolhasca, Liteni, Salcea și zonele adiacente acestora)
  - Județul Botoșani (câteva localități care fac parte astăzi din comuna Mihăileni: Rogojești și Cândești, dar și fostul sat Sinăuții de Jos)
- Ucraina
  - Regiunea Cernăuți (exceptând orașul Hotin și împrejurimile sale, care fac parte din Basarabia, precum și zona Herța)

## Turism
Bucovina este cunoscută pentru mănăstirile construite de foști domnitori și boieri moldoveni (Mușatinii, Alexandru cel Bun, Ștefan cel Mare, Petru Rareș, Ștefan Tomșa, Alexandru Lăpușneanu, Familia Movileștilor ș.a.), fiecare cu culoarea sa specifică: Voroneț (albastru), Humor (roșu), Sucevița (verde), Moldovița (galben) și Arbore (combinație de culori).

## Obiceiuri specifice regiunii
Împistritul ouălor este un obicei practicat în zona Bucovinei. În Săptămâna Mare, începând cu ziua de marți până vineri, pe lângă simpla vopsire, se practică fie încondeierea cu pensula, fie împistritul, folosindu-se ceară. Cu timpul, tehnica încondeierii ouălor a ajuns la nivel de artă. Deși femeile sunt cele care se ocupă de înfrumusețarea lor, există, însă, și excepții când familii întregi cunosc și practică acest mesteșug. În zona Bucovinei tradițiile supraviețuiesc cu greu schimbărilor însă exista oameni care duc mai departe meșteșugul împistritului și care își învață cu drag și cu răbdare copiii tainele încondeierii ouălor.